# Volksbank Neuenkirchen-Vörden
Die Volksbank Neuenkirchen-Vörden eG war eine deutsche Genossenschaftsbank mit Sitz in Neuenkirchen-Vörden in Niedersachsen. Die Bank fusionierte im Jahre 2021 mit der Volksbank Dammer Berge
eG

## Rechtsgrundlagen
Rechtsgrundlagen der Bank waren ihre Satzung und das Genossenschaftsgesetz. Die Organe der Genossenschaftsbank waren der Vorstand, der Aufsichtsrat und die Generalversammlung. Die Bank war der BVR Institutssicherung GmbH und der Sicherungseinrichtung des Bundesverbandes der Deutschen Volksbanken und Raiffeisenbanken e.V. angeschlossen.

## Niederlassungen
Die Volksbank Neuenkirchen-Vörden eG unterhielt Bankstellen in Neuenkirchen und Vörden. 